# Plumularia warreni
Plumularia warreni is een hydroïdpoliep uit de familie Plumulariidae. De poliep komt uit het geslacht Plumularia. Plumularia warreni werd in 1919 voor het eerst wetenschappelijk beschreven door Stechow. 